# Mattoles
Els mattoles, incloent els indis del riu Bear, són un grup d'amerindis dels Estats Units que tradicionalment vivien als marges dels rius Mattole i Bear a la vora del cap Mendocino, a l'actual comtat de Humboldt, Califòrnia. Una notable diferència entre entre els mattoles i altres pobles indígenes del que avui és el nord-oest de Califòrnia és que els homes tradicionalment tenien tatuatges a la cara (al front), mentre que altres grups locals tradicionalment restringeixen el tatuatge facial a les dones.
Els mattoles parlaven mattole, una llengua atapascana que podia haver estat estretament relacionada amb la dels seus veïns del riu Eel a l'est.
El seu nom en wailaki era Tul'bush, que vol dir "forasters." Els indis del riu Bear d'anomenaven ells mateixos i als mattole "Ni'ekeni'".
Les viles aborígens del riu Bear són Tcalko', Chilsheck, Chilenche, Selsche'ech, Tlanko, Estakana, i Sehtla.

## Població
Les estimacions per a les poblacions anteriors al contacte de la majoria dels grups nadius a Califòrnia han variat substancialment. (Vegeu Població ameríndia de Califòrnia.) Alfred L. Kroeber va calcular la població mattole en 1770 en 500 individus. Sherburne F. Cook estimà la població combinada dels mattole, whilkut, nongatl, sinkyone, lassik, i kato en 4.700, almenys un 50% més alts que els càlculs de Kroeber per als mateixos grups. Martin A. Baumhoff estimatà la població aborigen Mattole-Bear River en 2.476.
La reserva federal Mattole, the ranxeria Rohnerville, situada a Eureka, tenia una població de 29 en el cens del 2000, que donava una xifra total de 97 mattoles.

## La tribu avui
La banda Bear de la ranxeria Rohnerville està organitzada actualment com a tribu reconeguda federalment. La tribu publica el diari Bear River Bulletin per als seus membres. Llur cap tribal és Leonard Bowman, i la seu és a Loleta (Califòrnia). La tribu gestiona el Casino Bear River, també a Loleta.